# Logarithmisches Dekrement
Das logarithmische Dekrement, Formelzeichen {\displaystyle \Lambda } (Großes Lambda) ist ein Maß für das Dämpfungsverhalten in frei schwingenden Schwingungssystemen.
Das logarithmische Dekrement errechnet sich aus dem natürlichen Logarithmus des Verhältnisses der Amplitude zweier beliebiger Ausschläge gleicher Richtung.
{\displaystyle \Lambda =\ln {\frac {x_{i}}{x_{i+1}}}={\frac {1}{n}}\ln {\frac {x_{i}}{x_{i+n}}}={\frac {2\pi \delta }{\sqrt {\omega _{0}^{2}-\delta ^{2}}}}\ =\delta \cdot T,}
mit
{\displaystyle \delta =\omega _{0}D}
{\displaystyle n=1,2,\dots }
{\displaystyle x_{i}} = Amplitude des Ausschlages am Messpunkt {\displaystyle i}
{\displaystyle x_{i+n}} = Amplitude des Ausschlages am Messpunkt {\displaystyle i+n}
{\displaystyle \delta } = Abklingkonstante
{\displaystyle D} = Dämpfungsgrad.
{\displaystyle \omega _{0}} = Eigenkreisfrequenz der ungedämpften Schwingung.
{\displaystyle T} = Schwingungsdauer
Die Ermittlung von {\displaystyle \Lambda } ist durch praktische Messung der Amplitude recht einfach. Daraus lässt sich dann problemlos der Dämpfungsgrad ermitteln.